# Разгром Юденича (фильм)
«Разгром Юденича» (другое название — «Эпизод из героической обороны Петрограда») — советский историко-революционный художественный фильм режиссёра Павла Петрова-Бытова, снятый на студии «Ленфильм» по сценарию Н. Брыкина и В. Недоброво в 1940 году. Премьера фильма состоялась в 1941 году.

## Сюжет
Осенние дни 1919 года. Пролетариат революционного Петрограда и бойцы Красной Армии мужественно сражаются против белогвардейских частей генерала Юденича.

## В ролях
- Константин Скоробогатов — рабочий Иван Егорович Иванов
- Александр Чекаевский — Каширин
- Владимир Честноков — Люденквист
- Владимир Гардин — генерал Юденич
- Александр Виолинов — барон
- Евгений Григорьев — Лихтерман
- Геннадий Мичурин — Осокин
- Александр Мельников — маленький боец
- Василий Софронов — инженер Бахметьев
- Павел Кадочников — Сенюшкин